# Parti socialiste du Tadjikistan
Pour les articles homonymes, voir Parti socialiste.
Le Parti socialiste du Tadjikistan (en tadjik : Ҳизби Сотсиалистии Тоҷикистон romanisé : Hizbi Sotsialistii Tojikiston) ; en russe : Социалистическая партия Таджикистана, romanisé :  Sotsialisticheskaya partiya Tadzhikistana) est un parti politique tadjik. 

## Histoire
Le Parti socialiste du Tadjikistan est fondé le 15 juin 1996 et est enregistré, par le ministère de la Justice, le 6 août de la même année,,. Le parti publie Ittixod (Иттиход).
Le président du parti, Safarali Kenjayev (en), est assassiné à Douchanbé en 1999. Avant son meurtre, des spéculations existent selon lesquelles il aurait pu avoir l'intention de se présenter à la présidence de la République.
Au début de l'année 2004, le parti se retrouve divisé en deux factions revendiquant le nom de « Parti socialiste du Tadjikistan ». Un groupe est dirigé par Abduhalim Ghafarov, fonctionnaire du ministère de l'Éducation, et Kurbon Vosiev, conseiller présidentiel. L'autre groupe est dirigé par Mirhuseyn Narziev (en). Le groupe dirigé par Ghafarov, qui soutient le gouvernement, obtient l'enregistrement légal,,. 

## Résultats électoraux

### Élections présidentielles
| Élection | Candidat                 | 1er tour | 1er tour | 2d tour | 2d tour | Résultat |
| Élection | Candidat                 | Voix     | %        | Voix    | %       | Résultat |
| -------- | ------------------------ | -------- | -------- | ------- | ------- | -------- |
| 2006     | Abduhalim Ghafforov (en) | 85 295   | 2,83     |         |         | Non élu  |
| 2013     | Abduhalim Ghafforov (en) | 54 148   | 1,59     |         |         | Non élu  |
| 2020     | Abduhalim Ghafforov (en) | 63 082   | 1,51     |         |         | Non élu  |

### Élections législatives
| Année | Suffrages | %    | Rang | Sièges | +/-           |
| ----- | --------- | ---- | ---- | ------ | ------------- |
| 2005  | 37 728    | 1,41 | 5e   | 0 / 63 | Nv            |
| 2005  |           |      |      | 0 / 63 |               |
| 2010  | 18 029    | 0,55 | 4e   | 0 / 63 | 1             |
| 2015  |           | 5,5  | 4e   | 1 / 63 | 1             |
| 2020  |           | 5,20 | 4e   | 1 / 63 | en stagnation |
| 2025  | 248 064   | 5,34 | 4e   | 1 / 63 | en stagnation |